# Røverne fra Rold
Røverne fra Rold er en dansk film fra 1947, instrueret af Lau Lauritzen junior efter manuskript af Axel Frische og Fleming Lynge.

## Medvirkende
- Hans Kurt
- Preben Lerdorff Rye
- Axel Frische
- Ib Schønberg
- Betty Helsengreen
- Edouard Mielche
- Johannes Meyer
- Rasmus Christiansen
- Grethe Thordahl
- Carl Heger
- Sigrid Horne-Rasmussen
- Olaf Ussing
- Henny Lindorff
- Per Buckhøj
- Sigurd Langberg
- Ebba With
- Lis Løwert
- Eik Koch